# Лилия филадельфийская
Лилия филадельфийская (лат. Lilium philadelphicum) — цветковое растение, вид, входящий в род Лилия (Lilium) семейства Лилейные (Liliaceae). Произрастает в Северной Америке.

## Описание
Многолетнее травянистое растение высотой от 40 до 90 см и шириной до 25 см. Стебель твёрдый и прямой. Луковицы мелкие, образуют корневища.
Листья узкие и ланцетные, расположены мутовками вокруг стебля. Нижние листья у западной разновидности Lilium philadelphicum var. andinum разбросаны, а не мутовчаты.
Цветок вертикальный, чашевидный, пурпурно-пятнистый, красно-оранжевый, диаметром от 75 мм до 150 мм. Обычно на растении от одного до четырёх цветков. Листочки околоцветника сужаются к основанию и имеют форму ногтя. Нектарники тёмно-коричневые. Тычиночные нити имеют цвет листочков околоцветника, пыльники тёмно-коричневые, пыльца бежевая. Плод — стручок. Цветёт в период с июня по август.

## Разновидности

L. philadelphicum var. andinum на флаге провинции Саскачеван (Канада)

- Lilium philadelphicum var. andinum — западная лесная лилия, произрастающая на Среднем Западе США, Великих равнинах и на Западе США[7]. Эта разновидность является  цветочной эмблемой провинции Саскачеван в Канаде с 1941 года, изображённой на флаге Саскачевана[8][9][10].

## Ареал и местообитание
Эта лилия широко распространена на большей части территории Канады от Британской Колумбии до Квебека, а также в некоторых частях США (Северо-восток и район Великих озёр, а также Скалистые горы и Аппалачи). 

## Охранный статус
Лилия филадельфийская занесена в Красную книгу как находящийся под угрозой исчезновения вид в штатах Мэриленд, Нью-Мексико, Теннесси и Северная Каролина. Статус вида — находящийся под угрозой исчезновения в штатах Кентукки и Огайо. 
Как цветочный символ Саскачевана, растение защищено Законом о провинциальных эмблемах и почестях: его нельзя срывать, вырывать с корнем или уничтожать каким-либо образом. 

## Токсичность для животных
Растение нетоксично для людей. Однако все части растения, включая пыльцу и даже воду из вазы с лилиями, очень токсичны для кошек, потенциально вызывая острую почечную недостаточность при попадании внутрь, и проглатывание часто приводит к летальному исходу. Домашним хозяйствам и садам, которые посещают кошки, настоятельно рекомендуется не держать это растение или не размещать сухие цветы там, где кошка может задеть их и опылиться пыльцой, которая может попасть внутрь, когда животное вылизывает шерсть. Подозреваемые случаи требуют срочной ветеринарной помощи. Быстрое лечение активированным углем и/или вызванная рвота могут уменьшить количество поглощённого токсина (это зависит от времени, поэтому в некоторых случаях ветеринары могут порекомендовать делать это дома), а большие объёмы жидкости внутривенно могут уменьшить повреждение почек, что увеличит шансы на выживание. 

## Использование
Луковицы этой лилии съедобны, их традиционно собирают и готовят коренные народы. У луковиц слегка сладкий, крахмалистый вкус. Коренные народы варили или жарили луковицы как источник углеводов. В лечебных целях измельченные луковицы прикладывали к порезам, синякам и раздражениям кожи для ускорения заживления ран, а настои из луковиц или листьев использовали для лечения кашля и заболеваний легких.

## Галерея

L. philadelphicum
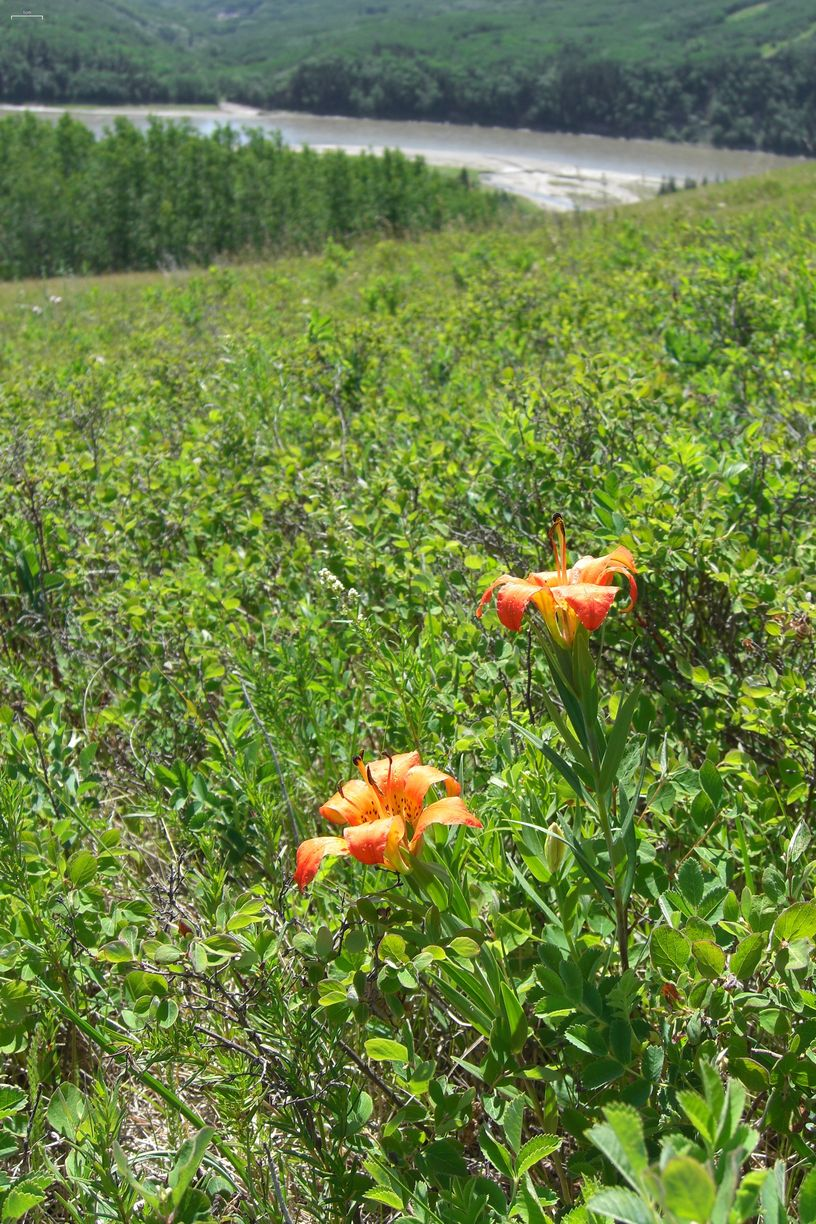
В природе
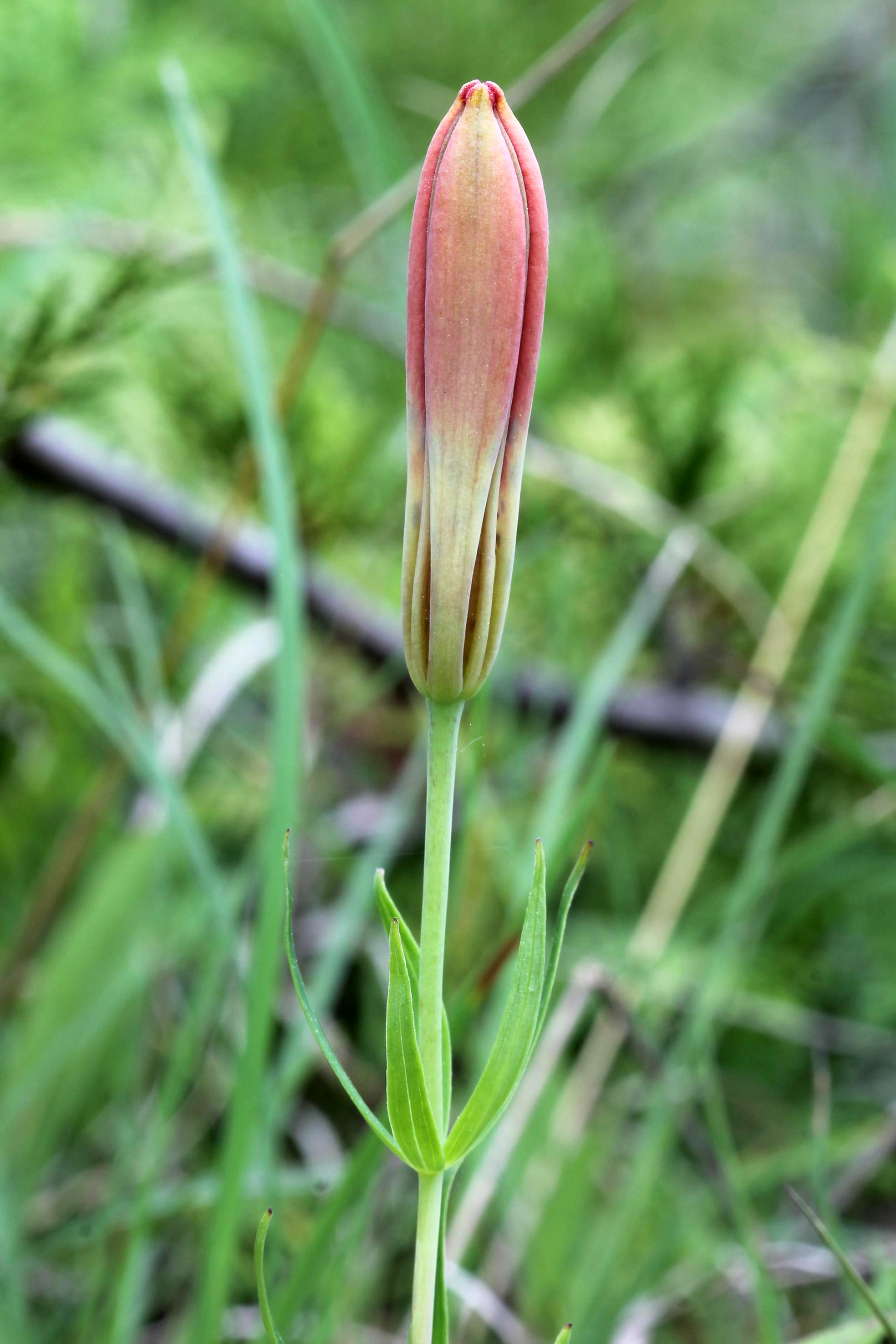
Бутон
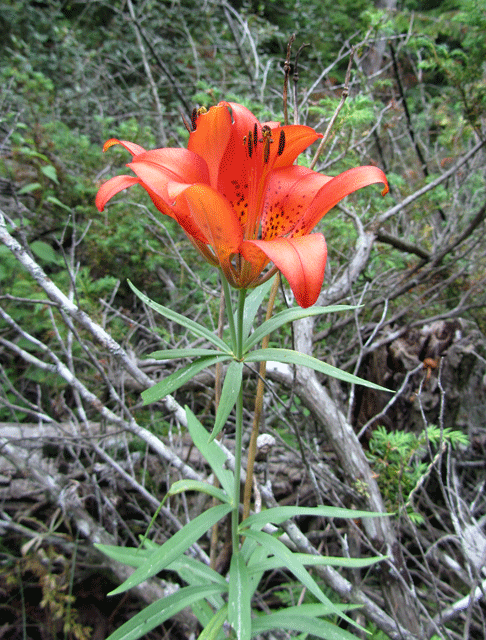
Цветок и листва
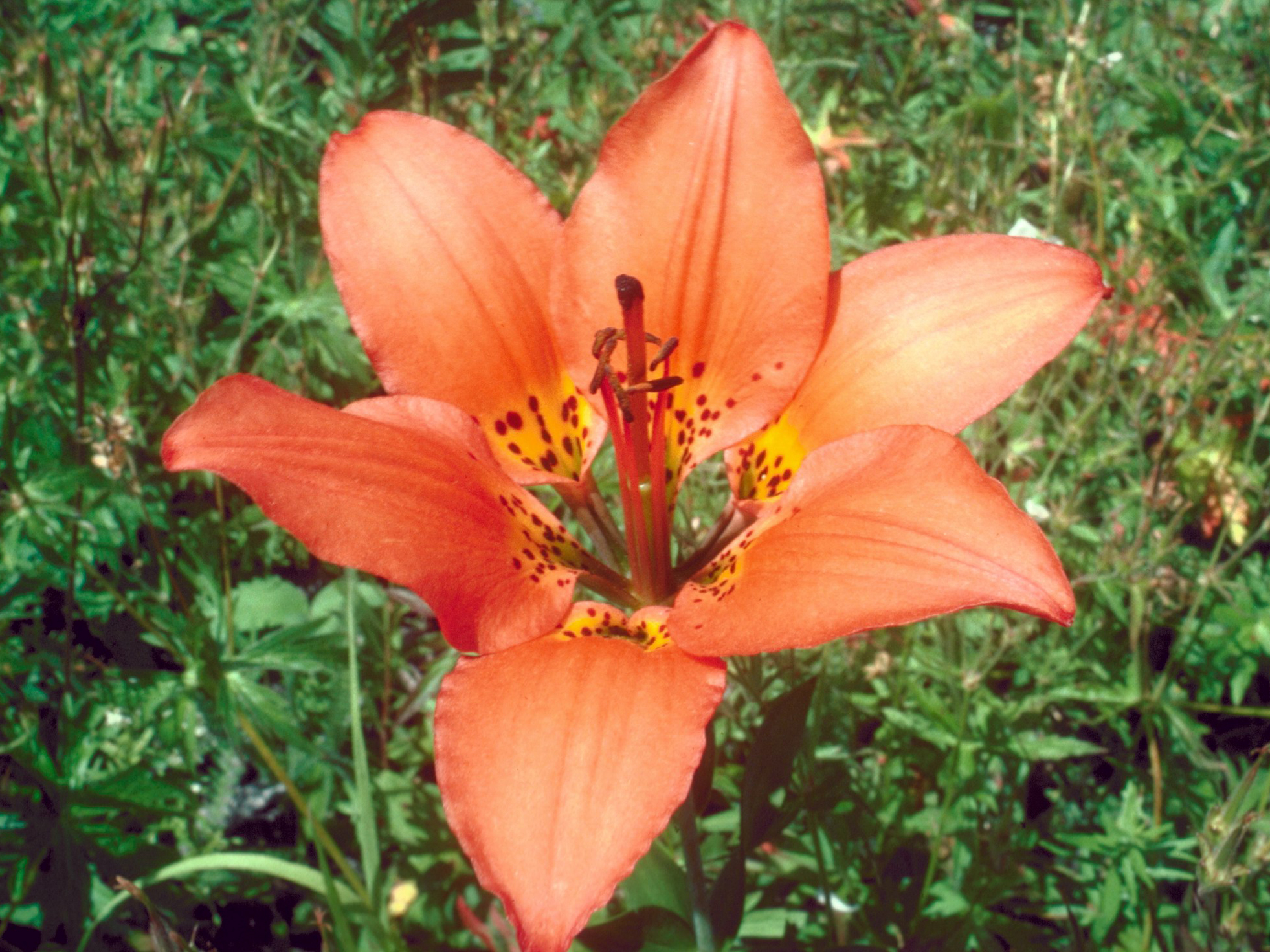
Цветок
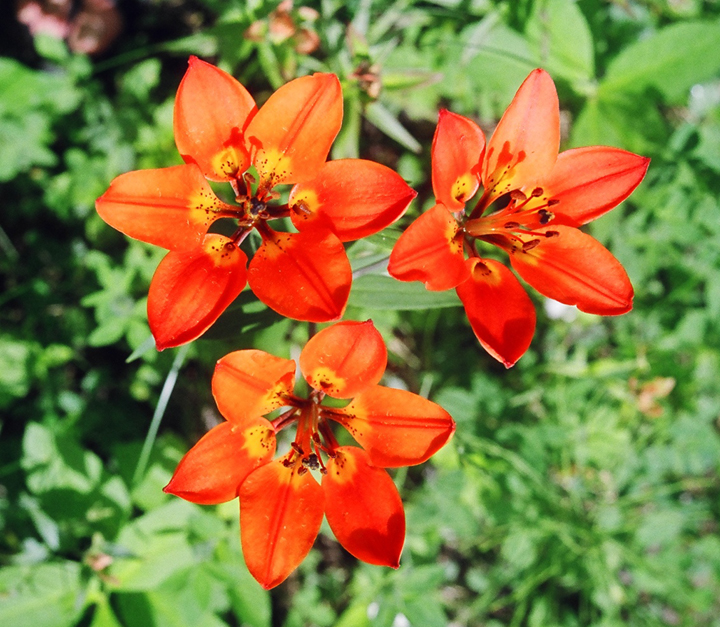
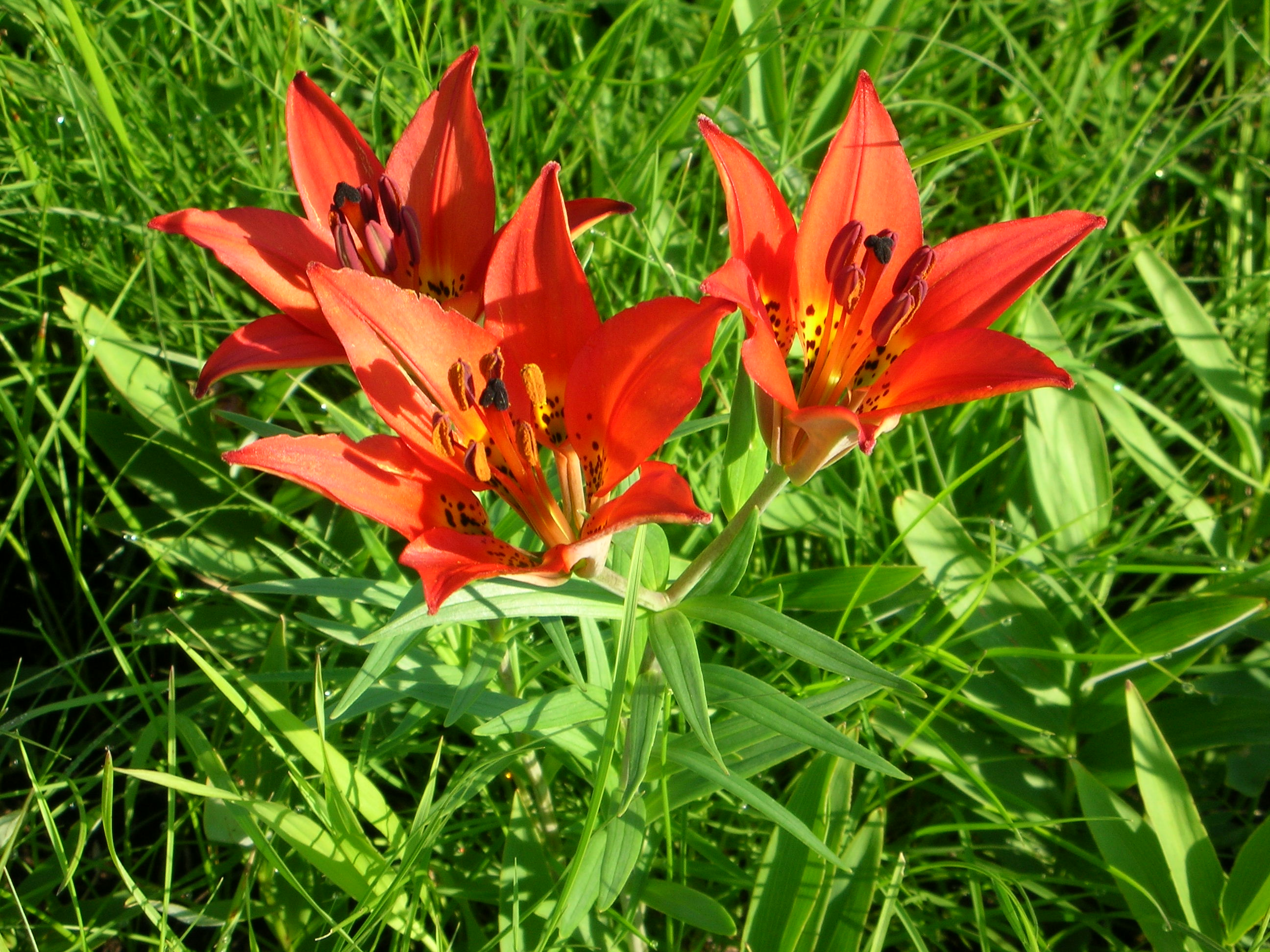